# Melixanthus
Melixanthus  (лат.) — род жуков (Coleoptera) из подсемейства скрытоглавов (Cryptocephalinae) в семействе листоедов (Chrysomelidae). 

## Описание
Усики с расширенными 6—11-сегментрами, короткие. Коготки с крупным зубцом с правильными рядами точек.

## Систематика
В составе рода:
- Melixanthus brunnicollis (Suffrian, 1857)
- Melixanthus melanocephalus (Suffrian, 1857)